# David Cauldron
Der David Cauldron (englisch für David-Kessel) ist ein Gletscherbruch aus sich übereinandertürmenden Eisblöcken inmitten des David-Gletschers im ostantarktischen Viktorialand.
Die Südgruppe einer von 1962 bis 1963 dauernden Kampagne im Rahmen der New Zealand Geological Survey Antarctic Expedition benannte den Gletscherbruch in Anlehnung an die Benennung des gleichnamigen Gletschers. Dessen Namensgeber ist der australische Geologe Tannatt William Edgeworth David (1858–1934), Teilnehmer an der vom britischen Polarforscher Ernest Shackleton geleiteten Nimrod-Expedition (1907–1909).